# Conus cholmondeleyi
Conus cholmondeleyi é uma espécie de gastrópode do gênero Conus, pertencente a família Conidae.